# (24755) 1992 UQ6
1992 يو كيو 6 (ويعرف أيضًا باسم (24755) 1992 يو كيو 6 وفق تسمية الكوكب الصغير) (بالإنجليزية: 1992 UQ6)‏ هو كويكب ضمن حزام الكويكبات؛ وترتيبه 24755 من حيث الاكتشاف.
اكتُشف هذا الجُرم الفلكي بواسطة هيروشي كانيدا في 28 أكتوبر 1992.

## وصلات خارجية
- (24755) 1992 UQ6 في قاعدة بيانات مختبر الدفع النفاث لأجرام النظام الشمسي الصغيرة

- الاكتشاف · مخطط المدار ·  العناصر المدارية · المعلمات المادية

- (24755) 1992 UQ6 على موقع ويكي سكاي: DSS2, SDSS, GALEX, IRAS, Hydrogen α, X-Ray, Astrophoto, Sky Map, Articles and images